# Alberto Mario Pucci
Alberto Mario Pucci (Modena, 22 gennaio 1902 – Modena, 12 agosto 1979) è stato un ingegnere, architetto, urbanista e politico italiano.

## Biografia
Compiuti gli studi classici a Modena, si laurea in Ingegneria all'Università di Bologna e in Architettura all'Università di Roma. Agli inizi degli anni quaranta si lega ai gruppi dell'avanguardia neorazionalista di Milano.
Antifascista, è membro del Comitato di Liberazione Nazionale clandestino di Modena. Nel 1945 si iscrive al Partito Comunista Italiano e nel 1946 è eletto per la prima volta nel consiglio comunale di Modena, e lo sarà successivamente fino al 1970. Assessore dello stesso comune dal 1946 al 1963 nelle amministrazioni di Alfeo Corassori, è stato uno dei principali artefici della politica di ricostruzione della città e "progettista" del suo futuro assetto urbanistico. Gli si debbono la guida della progettazione del primo Piano Regolatore, del mercato bestiame, della stazione delle autocorriere e del primo villaggio artigiano, nonché la progettazione di diversi edifici pubblici e privati testimonianza del neorazionalismo a Modena, come l'Istituto tecnico Fermi.
È consulente dell'amministrazione comunale di Genova per la redazione del primo Piano Regolatore Generale della città (adottato nel 1956, approvato nel 1959) e per il Piano Particolareggiato dell'area di Piccapietra (1953) ed è progettista di alcuni edifici residenziali nel comune di Rapallo. In precedenza, nel 1930, sempre a Genova, aveva partecipato al concorso per il piano regolatore delle zone centrali della città, aggiudicandosi il terzo premio con il progetto contraddistinto dal motto "Antonio Usodimare" ed elaborato da un gruppo composto, oltre che da Pucci, da Enrico Griffini e Piero Bottoni.
Il 2 giugno 1946 viene eletto all'Assemblea Costituente per il PCI nel XIV collegio (Pr-Mo-Pc-Re) con 25.154 preferenze. È poi senatore nelle prime due legislature repubblicane, eletto in Emilia-Romagna nel collegio di Carpi.